# 崔順実ゲート事件
崔順実ゲート事件 （チェ・スンシル ゲートじけん、朝鮮語: 최순실 게이트、英語: Park Geun-hye–Choi Soon-sil Gate）は、2016年10月に表面化した大韓民国の朴槿恵大統領とその友人で実業家の崔順実を中心とした政治スキャンダルである。正式な略称は定まっておらず、ウォーターゲート事件になぞらえた通称が使われる他、崔順実ゲート、朴槿恵ゲート、朴槿恵-崔順実ゲート、崔順実-朴槿恵ゲートとも呼ばれる。公式的な名称は「朴槿恵政府の崔順実などの民間人による国政壟断疑惑事件」である。

## 一連の疑惑

### 大統領側近による機密漏洩疑惑
大統領府付属秘書官を務めていたチョン・ホソンが崔順実に対して政府高官の人事案など180件の情報を流し、そのうち47件が「公務上の秘密」に指定されていたという問題。
崔に大統領の演説草稿や閣議での発言などに関するファイルが秘密裏に届けられ、朴槿恵はその指南を受けていたとされ、2016年10月25日に朴は機密性の高い内部文書の民間人への提供を認め国民に謝罪した。2013年8月の秘書室長人事など大統領の側近の人事に関する文書も崔順実に渡っていたとされている。最大野党である共に民主党の報道官は「崔順実氏が朴政権の実質的な主役だと大統領が認めた」と指摘し批判している。
この疑惑を巡っては、チョン・ホソンがメールやファクスなどを使って崔に外交文書や政府人事などの重要書類を送っていたとして公務上秘密漏洩罪に問われた。

### ミル財団等への出資強要問題
大統領府政策調整首席秘書官を務めていた安鍾範が韓国の経済団体「全国経済人連合会」の会員企業に対し、崔が私物化していたとされるミル財団及びKスポーツ財団への設立資金拠出を強要していたのではないかとする疑惑。
この疑惑を巡っては、大企業に資金拠出を強要したとして、崔順実が職権濫用、強要、強要未遂、詐欺未遂の罪に問われ、安鍾範が職権濫用、強要、強要未遂の罪に問われた。
また、複数の企業トップらが出国禁止となった（サムスン電子の李在鎔副会長、韓国ロッテグループの重光昭夫こと辛東彬会長、SKグループの崔泰源会長など）。
崔順実の関連団体への資金拠出に対しては、以下の見返りが行われたのではないかとする疑惑もある。

#### サムスン物産合併への介入疑惑
サムスングループ副会長を務める李在鎔がサムスングループでの経営支配強化のための企業再編で大統領府の支援を受けたという疑惑。
李は第一毛織の大株主で、サムスン電子への影響力を拡大するために、サムスン電子株を多く保有するサムスン物産と第一毛織との合併を進めたい思惑があったとされている。
第一毛織との合併にはサムスン物産の株主であるアメリカのヘッジファンドなどが反対。しかし、サムスン物産の大株主だった国民年金公団は賛成票を投じ、2015年7月にサムスン物産と第一毛織は合併したが、国民年金公団が賛成票を投じた経緯は不透明で大統領府側が影響力を行使したのではないかとされる。サムスングループは崔側に255億ウォンを拠出している。

#### ロッテ免税店事業権獲得への介入疑惑
ミル財団及びKスポーツ財団への資金の拠出がロッテ免税店の認可を得る見返りに行われたとの疑惑がある。韓国の検察当局はロッテ免税店関係者が2016年1月まで企画財政部長兼副総理を務めていた崔炅煥と接触していた経緯などを調べている。ロッテ免税店は崔被告が私物化したとされる財団に28億ウォンを出資している。

#### ハンファグループ会長釈放への介入疑惑
2014年2月のハンファグループ会長の金升淵の横領背任事件の差し戻し控訴審を前に、金の夫人とグループ経営陣が2013年末から崔に執行猶予により釈放されるよう要請したとされる疑惑。崔が裁判所の判決にまで影響力を行使したかは確認されていない。ハンファグループは崔が私物化したとされる2つの財団に対して2015年10月と2016年1月に合計25億ウォンを出資している。

### 親族の不正入学・不正単位取得疑惑
順実の娘・鄭維羅（チョン・ユラ）が梨花女子大学の入試担当の教授から意図的に高得点を与えられ不正入学し、入学後も一部の教授から便宜を受けて単位を不正に取得していたとされる疑惑。韓国教育部は不正入学と不正な単位取得について認定する監査結果を発表し、これらに加担していた大学教授らを刑事告発した。

### スポーツ選手育成団体の資金横領疑惑
順実の姪のチャン・シホがスポーツ選手育成を目的とする民間団体の資金を横領していたとする疑惑。シホは横領の罪に問われ拘束された。

### ヌルプム体操をめぐる利権疑惑
韓国の「国民体操」として莫大な振興予算が投じられたヌルプム体操が、崔や映像プロデューサーのチャ・ウンテクの利権あさりの対象になっていたのではないかという疑惑がある。

### スポーツ選手に対する政治的圧力に関する疑惑
文化体育観光部第2次官を務めていた金鍾が水泳選手の朴泰桓などに圧力をかけ、意に沿わない選手の排除に動いていたとの疑惑。2016年11月21日、金は崔に便宜を図ったなどとして職権乱用などの疑いで逮捕された。

### 空白の7時間
一連の疑惑追及の中、2014年に発生したセウォル号沈没事故で事故当日に朴槿恵の動静がはっきりしていない、いわゆる「空白の7時間」をめぐる疑惑が再燃した。
また、この「空白の7時間」の問題を報じた産経新聞の加藤達也、ソウル支局長（当時）が名誉毀損罪で起訴（裁判で無罪確定）されたが、この起訴にも大統領府の指示があったとの疑惑がある。その7時間のうち1時間30分は髪のセットをしていた事が明らかになった。

## 大規模デモと政権への影響

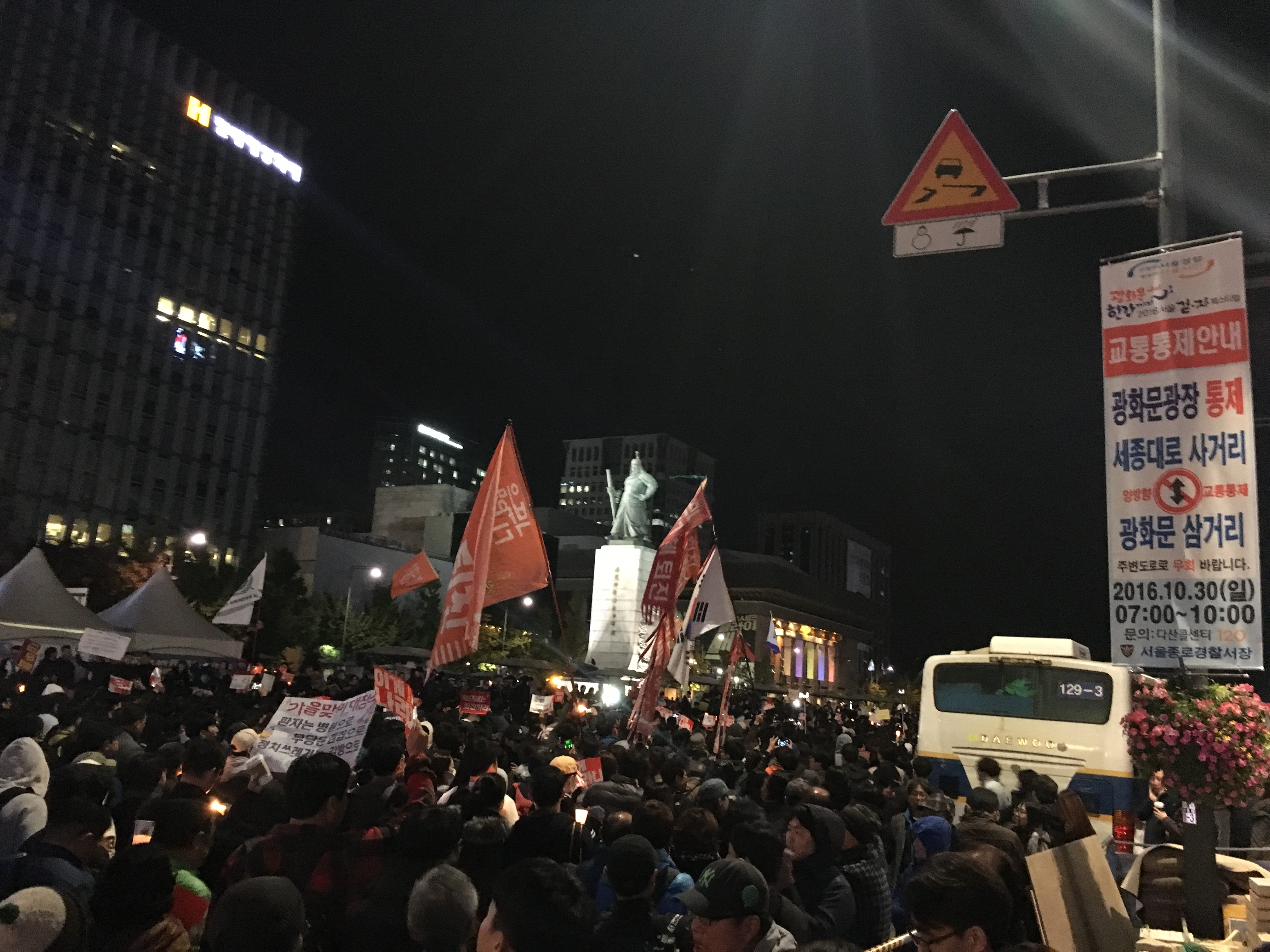
2016年10月29日に行われた朴大統領の退陣を求めるデモ

### 事件発覚以前
7月26日、ケーブルテレビ局TV朝鮮が、ミル財団とKスポーツ財団への資金拠出を政府が財閥に対して強要していたとする疑惑を初めて報道する。ただし、この時点では崔順実の名前は出ておらず、また政府の圧力を受けた上層部の判断で続報は自粛されることになる。
9月20日、日刊紙ハンギョレが初めて実名でミル財団とKスポーツ財団への崔順実の関与を報道する。以降、マスコミ各社がこの疑惑に関して報道を始める。

### 第1次デモ - 第3次デモ
10月24日夜、韓国のテレビ局JTBCがドイツ滞在中の崔順実の処分したタブレットPCを関係者から入手してデータを分析したところ、崔が大統領の演説の草稿など文書44件を発表前に受けとっていたと報じた。
10月25日、崔に機密文書を渡した疑惑が明るみに出たため、朴槿恵は国民に対して謝罪を表明。
10月29日、韓国の検察当局は大統領府の家宅捜索を見送り関係書類の任意提出を受けた。安鍾範らの自宅も家宅捜索され、安鍾範ら首席秘書官10人全員が朴の辞表の提出の指示に応じた。同日、一連の疑惑が発覚してから初めてとなるデモが行われた（第1次デモ）。デモ参加者は、主催者発表で3万人、警察の集計では1万2千人の規模であった。
10月30日、李元鐘大統領秘書室長ら政府高官8人が辞表を提出して受理された。
10月31日、韓国の検察当局は崔順実を緊急逮捕し、裁判所に逮捕状を請求。
11月1日、ソウルの最高検察庁の庁舎に重機が突っ込む事件が発生。
11月2日、朴は野党系の人物を首相に据えるなど内閣改造を実施。首相ら3人を更迭するとともに新首相に金秉準を指名したが、大統領による首相人事は議会の聴聞会で過半数の同意を得ることが必要とされており、国会で過半数の議席を占める野党側は聴聞会を拒否した。
11月4日、朴は国民向けの談話で再度謝罪するとともに捜査を受け入れることを明らかにした。
11月5日、首都ソウルで主催者発表で20万人（警察発表で4万5千人）が参加する大規模デモが行われた（第2次デモ）。
11月6日、韓国の検察当局は、安鍾範を職権乱用と強要未遂、チョン・ホソンを公務上秘密漏洩の容疑で逮捕した。
11月8日、韓国の検察当局はサムスン電子を家宅捜索。同日、朴は丁世均議長に対して金秉準を首相に指名する人事を撤回する意向を伝えた。さらにその日の夜、崔の側近で政府の文化事業を請け負うなどの利権を得ていたとされるチャ・ウンテクが空路で中国から帰国し、仁川国際空港で検察当局に緊急逮捕された。拘束容疑は、ある広告会社を支配下に置こうとした際の不正の疑い。
11月11日、韓国検察に緊急逮捕されていたチャに対する、斡旋収財などの容疑での逮捕状が執行された。
11月12日、ソウルで行われた朴の退陣を求めるデモに共に民主党、国民の党、正義党などの野党も加わり、警察推計で約26万人 が参加した（第3次デモ）。

### 第4次デモ - 弾劾訴追
11月18日、教育部は順実の娘の梨花女子大学への不正入学と不正な単位取得について認定する監査結果を発表し、入学をさかのぼって取り消すことを命じるとともに加担していた大学教授らを刑事告発した。また、チャン・シホもスポーツ選手育成を目的とする民間団体の資金を横領していたとして身柄が拘束された。
11月19日、首都ソウルで最大50万人（警察の事前推測ではその1/10）が参加したとみられる大規模デモが行われた（第4次デモ）。
11月20日、韓国の検察当局は崔、安鍾範、チョン・ホソンを起訴。中間捜査結果を発表し、崔と朴が共謀関係にあるとの判断を示した。
11月21日、金鍾を職権乱用の容疑で逮捕。
11月22日、韓国政府は崔を巡る国政介入疑惑などを捜査する特別検察官設置の特別法を閣議決定。
11月23日、韓国の検察当局はサムスングループの未来戦略室や国民年金公団などに家宅捜索を実施。同日、金賢雄法相と崔在卿大統領府民情首席秘書官が引責辞任した。
11月24日、韓国の検察当局はロッテ、SKグループ、関税庁、企画財政部を家宅捜索。
11月25日に実施された韓国の世論調査機関「韓国ギャラップ」による世論調査では、大統領支持率は前週より1ポイント下落して4％、不支持率は93％となり、歴代大統領の大統領支持率の過去最低記録を更新した。
11月26日のデモはソウル中心部で開かれ主催者推計150万人（警察推計で27万人）が参加した（第5次デモ）。この日のデモは釜山や光州などでも開かれ、主催者側は地方では計40万人がデモに参加したとしている。
11月29日、朴は国民向けの談話で自らの進退をすべて国会に委ねる意向を表明。
11月30日、韓国政府が特別検察官に検事出身の朴英洙弁護士を任命した。
12月1日、朴正煕元大統領の生家の隣の追慕館が放火され全焼し、生家の一部も焼けた。容疑者はその場で警察に逮捕された。容疑者は取り調べに対し「朴槿恵大統領が下野しないので放火した」と供述しているという。
12月3日未明、韓国の野党3党は大統領弾劾訴追案を国会に提出。同日にはソウルなどの主要都市でデモが開かれ、ソウル中心部のデモには主催者発表で約232万人、警察推計で約43万人が集結し大統領の即刻退陣を訴えた（第6次デモ）。
12月5日、ソウル市教育庁が、順実の娘のチョン・ユラが本来、特別な理由の無い出席不足で留年するはずだったにもかかわらず、虚偽の公文書を使って出欠をごまかしていたなどとして、清潭高等学校の卒業を取り消すことを発表した。
12月6日、一連の疑惑に対する国政調査のため、国会は特別調査委員会の聴聞会を開催。韓国を代表する9つの財閥（サムスングループ・ロッテグループ・現代自動車グループ・SKグループ・LGグループ・ハンファグループ・韓進グループ・CJグループ・GSグループ）のトップが出席、一連の疑惑について証言を行う。翌7日には、事件に関係し、逮捕や起訴された当事者を国会に呼び出し、事情聴取を行う。しかし、この公聴会には国会が出席を求めた27人中、13人しか出席せず、崔本人は健康状態などを理由に午前の聴聞会には姿を見せなかった。そのため、特別調査委員会の金聖泰委員長は同行命令を議決し、崔ら欠席したメンバーに対し「同行命令状」を発付する一幕もあった。
12月9日、国会で朴槿恵大統領の弾劾訴追案の採決が行われ、賛成234、反対56で可決された。これに伴い朴は職務停止となり、黄教安国務総理が職務を代行することとなった。

### 弾劾訴追後

#### 2016年12月
韓国国会の弾劾訴追案可決を受けて憲法裁判所は弾劾審判の審理を開始したが、その翌日の12月10日も国政介入事件に抗議し朴の即刻退陣を要求する大規模集会が開かれ警察推計で12万人が参加した。
12月16日、朴は憲法裁判所に対して国会による弾劾訴追を棄却するよう求める答弁書を提出。同日には与党セヌリ党の院内代表に親朴派の鄭宇沢を選出して、親朴派と非朴派の対立は決定的となり、李貞鉉は辞意を表明した。
12月17日、8週連続となる抗議集会がソウルなどで開かれ、ソウル中心部には警察推計で約6万人が集まった。一方、朴の支持者の集会も開かれ警察推計で約3万人が参加した。
12月19日、崔らの事実上の初公判となる公判準備手続きがソウル中央地裁で開かれた。崔側は、朴との共謀を指摘した起訴内容について「事実ではない」と述べ、全面的に争う姿勢を示した。
12月20日、ソウルのテレビ局・JTBCに、一連の国政介入事件に関する報道に不満を抱いた者がトラックで突っ込み、警察に逮捕された。
12月21日、特別検察官チームの準備期間が終了し、ソウル市内の国民年金管理公団の基金運用本部などを家宅捜索し、本格捜査に乗り出した。また、ドイツ滞在中とみられるチョン・ユラについて業務妨害容疑で逮捕状を取ったことを明らかにし、翌日指名手配した。
12月26日、国会の国政調査特別委員会は崔に対する非公開の聴聞会をソウル拘置所内で行った。面会した議員らの発表によると、崔は朴との共謀関係について全面的に否認し、「特別な恩恵を受けたことはない」と述べたという。財団を設立し大企業に巨額出資させることを自ら考案したのか問われると「私はアイデアを出していない」と語ったとのこと。検察には朴の案だと供述したという。
12月27日、与党セヌリ党で朴と距離を置く非主流派の議員29人が集団離党を宣言した。翌年1月24日に「改革保守新党」（仮称）を設立する。非主流派は、年末に退任する潘基文国際連合事務総長の擁立を目指す方針。
12月28日、特別検察官の捜査チームは、前保健福祉部長官で国民年金公団理事長の文亨杓を職権乱用などの疑いで緊急逮捕し、その後31日にソウル地方裁判所から逮捕状を取り正式に逮捕した。サムスングループ関連会社が昨年合併した際、国民年金公団に対し合併に賛成するよう圧力をかけた疑いが持たれている。捜査チームは、崔の意向を受け、朴がサムスン関連会社の合併を成功させるよう文亨杓らに指示した可能性もあるとみて、関係者の聴取や捜索を集中的に行っている。
同日、特別検察官の捜査チームは、朴の諮問医でないにもかかわらず大統領を診療した疑いが持たれている整形外科医院の院長、キム・ヨンジェのオフィスなどを家宅捜索した。令状には麻薬類管理法違反容疑に関する内容も記載されていたことから、同医院に通院していた崔が麻酔薬プロポフォールの違法投与を繰り返していたとの疑惑の捜査も本格化する見通し。
12月31日、特別検察官の捜査チームは、チョン・ユラの答案を助教が代わりに書くよう指示した容疑で、梨花女子大学デジタルメディア学部の柳哲鈞教授を緊急逮捕した。1月1日に逮捕状を請求し、同月3日に、逮捕状が出されたことを受け正式に逮捕した。

#### 2017年1月
1月1日、デンマークの警察がチョン・ユラを不法滞在容疑で逮捕した。韓国側は早期引き渡しを求めている。
1月2日、特別検察官の捜査チームは、政権に批判的な文化人リストに関わる容疑で、李丙琪元大統領秘書室長の自宅を家宅捜索した。
同日、与党セヌリ党の李貞鉉前代表が、事件の責任を取り離党届を提出した。
1月10日、特別検察官の捜査チームは、2014年に行われた梨花女子大学の入試で、チョンを不正に優遇し合格させた疑いで、同大学のナム・グンゴン元入学担当部長を業務妨害などの疑いで逮捕した。
1月12日、特別検察官の捜査チームは、朴政権に批判的な文化・芸能界関係者を公的な支援から外す目的で作成されたとみられるブラックリストの作成や管理に関与したとして、金鍾、申東喆前大統領府政務秘書官、鄭官珠前文化体育観光部第1次官の3人を職権乱用などの容疑で逮捕した。なお、同日に出頭した李在鎔から増収などの容疑で取り調べを行い、朴朴と財閥の癒着をめぐる疑惑について本格的な捜査に乗り出した。
1月16日、特別検察官の捜査チームは、贈賄、横領、偽証の3つの容疑で、李在鎔の逮捕状を裁判所に請求した。
同日、特別検察官の捜査チームは、昨年12月28日に職権乱用などの容疑で逮捕していた文亨杓を同容疑で起訴した。
1月17日のSBSの報道によると、2016年7月、鄧小平の三女・中国国際友好連絡会の副会長を務めていた鄧榕が文化体育観光部の招きで韓国を訪れた際、韓国政府側は崔が通っていた民間美容外科での整形手術を一方的に訪問スケジュールに組み込んでいたという。病院の院長は朴の整形施術も担当していたとみられ、病院や家族が経営する企業の海外進出に政府が支援を行っていたとの疑惑も持ち上がったから、特別検察の取調べを受けていた。
1月19日、ソウル中央地裁が、李在鎔に対して請求されていた逮捕状の棄却を決定。
1月19日の国民日報によると、セウォル号沈没事故をきっかけに政府に批判的な世論が高まると、現文化体育観光部長官で事故当時政務主席秘書官だった趙允旋が保守団体に指示し、反セウォル号デモをおこさせていたという。
1月20日から国会議員会館のロビーで弾劾政局に対する風刺画の展示会が開かれた。最大野党共に民主党の表蒼園国会議員が主催しており、展示作品を描いたのは、朴政権に批判的な文化・芸能関係者のブラックリストに名前が載った作家たちだということ。なおこの展示会では、有名な裸婦画に朴の顔を合成した作品が展示され人格の冒涜だとして物議を醸している。
1月21日、特別検察官の捜査チームは、文化・芸能界関係者のブラックリストの作成と実行を文化体育観光部に指示したなどとして、趙允旋と金淇春元大統領府秘書室長を職権乱用容疑で逮捕した。なお趙は逮捕の直後に辞任した。
1月22日、特別検察官の捜査チームは、順実の娘の不正入学疑惑を巡り、業務妨害などの疑いで梨花女子大学の崔京姫前総長の逮捕状を請求。しかし、ソウル中央地裁が「現在までの立証程度では、逮捕の必要性を認め難い」と判断したため、同月25日に逮捕状は棄却された。
1月23日、崔順実が特別検察官からの再三の聴取要請に応じず欠席し続けたことを受け、梨花女子大学への娘の不正入学に絡む業務妨害容疑での拘束令状が発付された。
1月30日、特別検察官の捜査チームは、職権乱用などの疑いで12日に逮捕していた金鍾と大統領府元高官2人を職権乱用などの罪で起訴した。
1月31日、特別検察官の捜査チームの事情聴取を受けていた、駐ミャンマー韓国大使で元サムスン電子専務の柳在景駐が「自分は崔被告の推薦で大使になった」と供述したことが明らかになった。外交経験がまったく無かったことから就任直後から外交部などからも驚きの声がでており、参考人として呼び出されていた。また、捜査チームは安鍾範の手帳に、朴がサムスン出身の役員をミャンマー大使に任命するよう指示したことを示す記述があることを確認している。

#### 2017年2月
2月1日、特別検察官の捜査チームは、ミャンマーの政府開発援助事業をめぐり不正な利益を得たとして、あっせん収賄容疑で崔を逮捕した。崔は、ミャンマーでの施設建設に韓国企業を関与させる見返りに同社の株式を受け取った疑いが持たれている。
2月3日、特別検察官の捜査チームは、大統領府の家宅捜索を試みた。しかし、「機密に関わる機関の捜索には承諾が必要」とする刑事訴訟法の規定に基づいて拒否され、この日の捜索は断念した。同日の記者会見で捜査チームの報道担当者は「遺憾の意」を表明し、大統領代行に協力を求める書簡を送る方針を明らかにした。
2月4日、特別検察官の捜査チームは、安鍾範に賄賂を渡し、医療機器事業に関連して政府の支援を得ていたとして、キム・ヨンジェの妻、パク・チェユンを贈賄容疑で逮捕した。
2月7日、特別検察官の捜査チームは、職権乱用の疑いで1月21日に逮捕していた趙允旋と金淇春を起訴した。
2月9日、特別検察の報道官は、朴側の弁護士から、予定されていた朴に対する聴取を拒否することを伝えられたことを明らかにした。朴側は「事情聴取が大統領府内で9日に行われる」とした韓国メディアの報道を問題視し、「特検が情報を漏らした」と聴取を拒否したという。特別検察側は「調査日程の流出はない」と全面否定している。
2月10日、特別検察官の捜査チームは、大統領府が家宅捜索を拒否したことは違法だとして、大統領府側の捜索不承認処分の取り消しを求める訴訟をソウル行政裁判所に起こした。しかしその後申し立ては却下された。
2月11日、ソウル中心部で、朴の罷免を憲法裁判所に求める集会と、罷免に反対する集会がそれぞれ開かれた。憲法裁判所は3月上旬にも罷免の可否を判断する可能性があり、昨秋から続く大統領の退陣を要求する集会は再び規模拡大の傾向にある。一方、罷免反対集会への参加者も増えており、世論の分裂激化を懸念する声も上がっている。
2月15日、特別検察官の捜査チームは、李在鎔に対する逮捕状を裁判所に再請求した。今回の請求においては、サムスン物産と第一毛織の合併後、新規のグループ会社間出資の解消に関し公正取引委員会がサムスン側に便宜を図った疑いや、馬術選手だったチョン・ユラが使う馬の購入をサムスンが支援した疑いなど、新たに別の容疑も追加されている。
同日、特別検察官の捜査チームは、チョンの不正入学疑惑を巡り、業務妨害などの疑いで崔京姫を逮捕した。1月にも逮捕状を請求していたが裁判所に棄却されており、補充捜査の末、再度の逮捕状請求が認められた。
2月17日、特別検察官の捜査チームは李在鎔サムスン電子副会長を贈賄や国会での偽証など五つの容疑で逮捕した。先月に逮捕状を請求した際には請求を棄却されていたが、追加捜査にて新たな犯罪事実と証拠資料などが明らかになり、裁判所に拘束の必要性を認められた。サムスングループのトップでは初の逮捕者となった。
2月24日、特別検察官の捜査チームは、大統領の主治医や諮問医ではない人たちが「保安客」として大統領府に出入りし朴を診療できるように手助けした疑いや、大統領と側近たちの借名の携帯電話の使用を手伝った疑惑などを持たれているイ・ヨンソン大統領府第2付属室行政官を逮捕した。
2月28日、特別検察官の捜査チームは、この事件に関わった容疑者17人を起訴し、捜査を終えた。その内訳は、李サムスン電子副会長が起訴、サムスングループ未来戦略室の崔志成前室長（副会長）と張忠基前次長（社長）、朴商鎮サムスン電子対外担当社長兼大韓乗馬協会長、黄晟洙サムスン電子専務のグループ首脳4人は在宅起訴。崔被告は、収賄、業務妨害、公務執行妨害、私文書偽造未遂などで追加起訴。安鍾範前大統領府政策調整首席秘書官も収賄罪で追加起訴。キム・ヨンジェ医師、元大統領諮問医のキム・サンマン氏、延世大医学部のチョン・ギヤン教授も在宅起訴、ホン・ワンソン国民年金基金運用本部長、イ・ヨンソン大統領府行政官、崔京姫梨花女子大前総長も起訴された。捜査チームは70日間に及ぶ捜査を通じて起訴対象者が最終確定したのに伴い、チームの運営を捜査から公訴維持体制に切り替えた。これを受け、未来戦略室や社長団会議の廃止など事実上のサムスングループの解体が発表された。

#### 2017年3月
3月10日、大韓民国憲法裁判所が朴槿恵大統領に対する弾劾裁判について、8名の裁判官全員一致で『弾劾は妥当』とする決定を下した。これにより朴槿恵は大統領職を罷免された。なお、憲法の規定により罷免から60日以内に大統領選が開催される。ちなみに、韓国で大統領が弾劾訴追によって罷免されるのは初で、1987年の民主化以降、大統領が任期途中で辞任するのも初。これにより、韓国憲法（第六共和国憲法）に従って罷免日である3月10日から60日以内に大統領選挙を行うことになった。
これを受けた朴槿恵は、弾劾決定の2日後の3月12日に青瓦台（大統領府）の公邸から退去し、ソウル市内にある自宅に戻って行った。
韓国政府は3月15日の臨時閣議に於いて『2017年5月9日に第19代大韓民国大統領選挙を執行する』ことを決定し、布告した。
3月21日、大韓民国の検察が朴槿恵を収賄容疑で14時間にわたって事情聴取を行う。そして検察は、この聴取の結果を受け、朴槿恵に対し3月27日に裁判所に逮捕状を請求した。
3月30日深夜(31日未明)、朴槿恵は逮捕された。朴槿恵の逮捕により、韓国大統領経験者では、全斗煥（1996年に粛軍クーデター・光州事件などにより逮捕）、盧泰愚（1995年に軍刑法違反などで逮捕）以来3人目の逮捕者となった。

#### 2017年4月
4月11日、検察特別捜査本部は、崔の側近だったコ・ヨンテを収賄容疑で逮捕した。コには税関幹部の昇進人事を巡って、税関職員から賄賂を受け取り崔に働きかけた疑いがもたれている。
4月17日、朴槿恵が起訴された。

#### 2017年5月
5月9日、大韓民国第19代大統領選挙投開票。革新系政党・共に民主党の文在寅候補が大差で勝利。
5月18日、ソウル中央地裁にて、医療法違反と偽証の罪で起訴された医師のキム・ヨンジェ被告に懲役1年6カ月、執行猶予3年、贈賄罪に問われたキム被告の妻、パク・チェユン被告に懲役1年の実刑、医療法違反罪で起訴された朴被告の元諮問医、キム・サンマン被告に罰金1000万ウォン、偽証罪で起訴された元諮問医、チョン・ギヤン被告に懲役1年、崔被告一家の主治医とされるイ・イムスン被告に懲役10カ月、執行猶予2年の有罪判決がそれぞれ言い渡された。
5月23日、朴槿恵が初公判に出廷し、18件の起訴内容を全面的に否認した。
5月31日、デンマークで拘束されていたチョン・ユラが送還され、韓国に帰国する航空機内で検察に身柄を拘束された。デンマークの裁判所は4月に韓国への身柄引き渡しを命じ、チョン・ユラは控訴したが取り下げたため、送還が確定していた。

#### 2017年6月
6月3日、ソウル中央地裁は、検察に拘束されていたチョン・ユラに対する逮捕状請求を却下。同日、検察は釈放した。
6月8日、ソウル中央地裁は、国民年金がサムスン物産と第一毛織の合併に賛成するように圧力をかけたとして起訴された文亨杓元保健福祉部長官、洪完善元国民年金基金運用本部長に対し、いずれも懲役2年6カ月の実刑判決を言い渡した。在宅のまま裁判を受けてきた洪元本部長は収監された。
同日、横領などの疑いで裁判を受けている崔被告の姪のチャン・シホ被告が、勾留期限満期で釈放された。ことし4月まで審理が行われ、残されていたのは求刑と判決だけだったが、チャン被告と共謀関係にあるとみられている朴前大統領と裁判・判決の時期を合わせるため。
6月23日、ソウル中央地裁は、娘を梨花女子大学に不正入学させたとして業務妨害などの罪に問われた崔被告に対して懲役3年の判決を言い渡した。一連の事件で崔被告への初の判決。また当時の大学総長の崔京姫被告や学部長に懲役2年、入学管理責任者に懲役1年3月など教授5人を含む大学関係者8人全員に有罪を言い渡した。その後、崔被告と検察双方が判決を不服として控訴した。また、大学関係者8人のうち崔京姫被告を含む5人も控訴を決めている。
6月28日、ソウル中央地裁は朴前大統領への違法な医療行為を黙認したとして、医療法違反幇助罪などでイ・ヨンソン元大統領府行政官に対し懲役1年の実刑判決を言い渡した。
6月29日、娘の大学不正入学事件で、崔被告と特別検察官チームの両方が判決を不服として控訴した

#### 2017年7月
7月12日、チョン・ユラが李在鎔サムスン電子副会長の裁判に証人として出席し「サムスンが買ってくれた馬に対して母は『君のもののように乗れば良い』と言った」と、母である崔被告に不利になる証言を行った。
7月27日、ソウル中央地裁は朴前大統領の政策に非協力的な公務員に辞職を強要した職権乱用の罪などに問われた金淇春元大統領秘書室長に対し懲役3年の判決を言い渡した。また、文化・芸能関係者のブラックリストを作成し、リスト掲載者に圧力をかけたとされる事案についても職権乱用を一部認め、リストに関与したとして起訴された金鍾徳元文化体育観光部長官に対し懲役2年の実刑判決、後任の趙允旋元文化体育観光部長官に対しては、リストの存在を知らないと国会で虚偽の証言をしたとして、懲役1年、執行猶予2年を言い渡した。

#### 2018年2月
2月13日、ソウル中央地裁は崔順実に対して懲役20年と罰金180億ウォンの判決を言い渡し、崔順実は判決を不服として翌14日にソウル高等法院（高等裁判所）に控訴した。また13日に同裁判所は、重光昭夫（韓国名・辛東彬）ロッテホールディングス代表取締役副会長兼韓国ロッテグループ会長に対しても、崔順実財団に対する贈賄の罪で懲役2年6カ月の判決を下し、同被告は既に前年12月に横領罪で執行猶予付き有罪判決を受けていたため即日収監された。
2月27日の公判で検察側は朴槿恵に対し懲役30年、罰金1185億ウォンを求刑した。

#### 2018年4月
4月6日、ソウル中央地裁は朴槿恵に対し懲役24年、罰金180億ウォンの有罪判決を言い渡した。

#### 2019年8月
8月29日、最高裁（大法院）は、朴槿恵、李在鎔、崔順実の3人の被告について、二審判決をすべて破棄し、ソウル高裁に審理を差戻した。
朴槿恵について、一、二審の判決は大統領などの公職者に適用された特定犯罪加重処罰法上の収賄罪はその他の罪と分離して宣告しなければならないとする公職選挙法の規定に違反していると判示した。この最高裁の判断により、差戻審では有罪が認められた収賄罪について、ほかに問われている職権乱用罪や強要罪などと区別して判決を言い渡す必要があり、罪が分離して判決が出される場合、まとめて宣告される場合に比べて量刑は重くなる可能性が高い。
李在鎔について、二審が賄賂ではないと判断した崔順実の娘のための馬の購入費と、冬季スポーツ英才センターへの支援金について、サムスンが崔順実側に提供した乗馬用の馬について、所有権そのものを譲り渡したものとみて馬の購入34億ウォンを賄賂と判断。冬季スポーツ英才センターへの支援金16億ウォンも、サムスン内部に存在していた李被告への経営権承継という懸案に絡む不正な頼み事の対価として提供した賄賂だとみなした。李在鎔は一審で懲役5年の実刑判決を言い渡されたが、二審の執行猶予付き判決を受けて保釈されていたが、差戻審で再び実刑判決が出て身柄を拘束される可能性が出てきた。
崔順実について、自身の事実上の支配下にあった財団などへの資金提供を企業に要求した行為は強要罪が成立するほどの脅迫ではないと判断し、強要罪を有罪とした二審判断は誤りだとした。ただし、これは差戻審の量刑に大きく影響しないとみられている。